# Maskinongé (poisson)
Esox masquinongy
Pour les articles homonymes, voir Maskinongé.
Espèce
Statut de conservation UICN

 LC  : Préoccupation mineure
Le maskinongé (Esox masquinongy) est une espèce nord-américaine de brochets. C'est le plus grand représentant du genre Esox. Plus fin que le grand brochet, il est recherché pour ses combats spectaculaires. Le maskinongé est surnommé le requin ou le tigre d'eau douce. Il fait partie de la super-classe des Osteichthyes (poissons osseux), de l'ordre des Esociformes et de la famille des Esocidae.

## Caractéristiques
Avec une taille moyenne d'un mètre, pour un poids de 10 kg (et un maximum observé de 1,83 m et 32 kg), le Maskinongé est la plus grande espèce de brochet. La ligne latérale présente de 130 à 176 écailles (mais le plus souvent entre 145 et 155). Le maskinongé est un poisson élancé à la robe grise rayée ou mouchetée de noir. Les motifs sont très variables selon les plans d'eau et certains individus sont totalement gris argent avec le dos plus foncé sans aucun motif.

## Identification

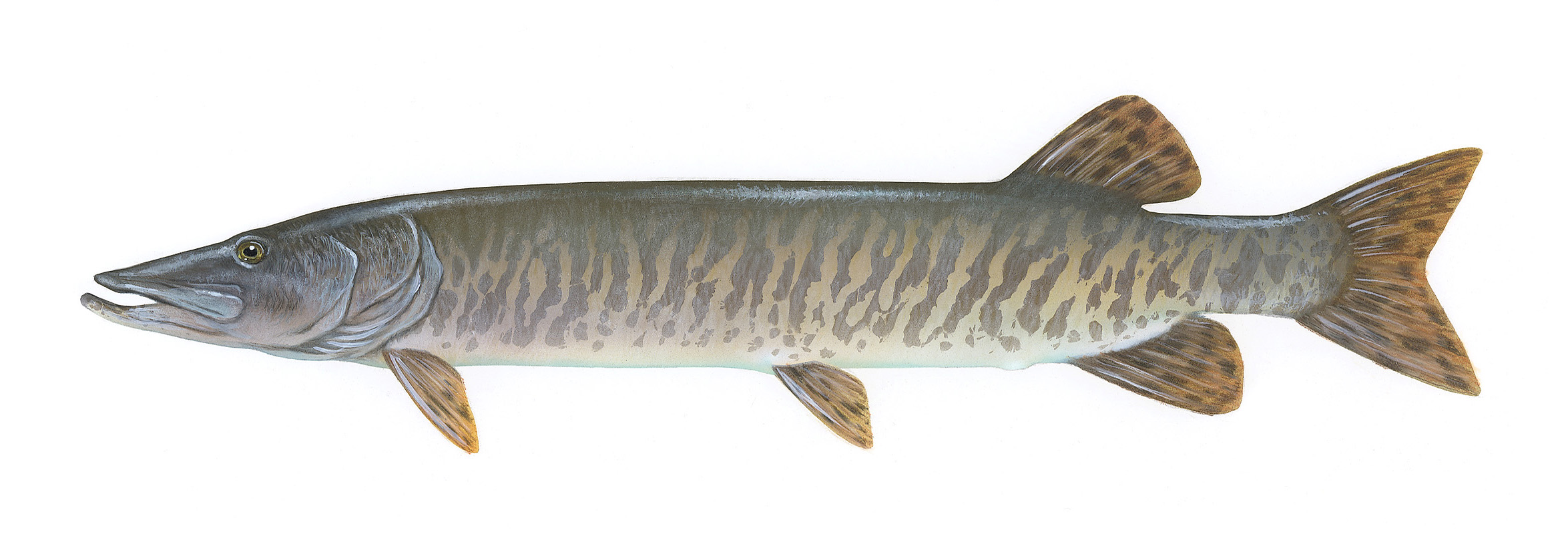
Un maskinongé

Le maskinongé a de 6 à 9 pores sensoriels visibles sous sa mandibule inférieure, tandis que le grand brochet en a 5 et le brochet maillé 4. La queue se termine par des pointes bien définies contrairement à celle du brochet dont les bouts sont arrondis.
Un hybride entre maskinongé et grand brochet est parfois observé là où les deux espèces cohabitent. La couleur rappelle alors la livrée du maskinongé mais certains traits (forme de la queue notamment) sont intermédiaires. L'hybride est appelé brochet tigré. De plus, ces hybrides ont été ensemencés à certains endroits pour la pêche sportive.

## Habitat
Il affectionne les cours d'eau importants à courant lent. Il préfère les eaux peu profondes, claires et chaudes (20 à 26 °C) et à végétation dense. Mais il apprécie les eaux plus profondes et plus fraîches lors des chaleurs estivales (lacs, baies, rivières à courant modéré). Habitats caractéristiques : le fleuve Saint-Laurent au Québec et les Grands Lacs au Canada. Relativement rare si on le compare au grand brochet, il est présent dans le bassin hydrographique du Saint-Laurent, du Mississippi et de la baie d'Hudson.

## Mode de vie
Chasseur à l'affut, il plonge vivement sur sa proie lorsqu'elle se trouve à proximité. Réputé pour ignorer les appâts morts, ce sont avant tout des poissons vivants qui constituent la majeure partie de son alimentation.

## Alimentation
Le maskinongé se nourrit de toute nourriture carnée adaptée à sa taille : poissons, écrevisses, canetons, rats-musqués, grenouilles... De nombreuses histoires font mention d'attaques sur de petits animaux comme des chiens de compagnie et des chats. Il se nourrit principalement le matin et soir et préfère les temps nuageux et venteux.

## Reproduction
Il se reproduit au printemps dans les environs de fin avril, début juin (généralement après le grand brochet). Il construit sa frayère dans de l’eau peu profonde (35 à 50 cm). Dans les herbiers près des berges ou dans les secteurs d’eau vive des rivières. Le maskinongé fraie le jour. La maturité sexuelle est atteinte à l'âge de 3 à 5 ans. Généralement, une grosse femelle est accompagnée d'un ou deux mâles plus petits. Aucun nid n'est construit. Les œufs ambre clair de 2,5 à 3,5 mm de diamètre sont éparpillés au hasard et se déposent sur la végétation sans toutefois y adhérer. Le nombre d'œufs libérés varie de 6 000 à 450 000 œufs en fonction de la taille de la femelle. Les œufs éclosent après 8 à 14 jours.

## Pêche

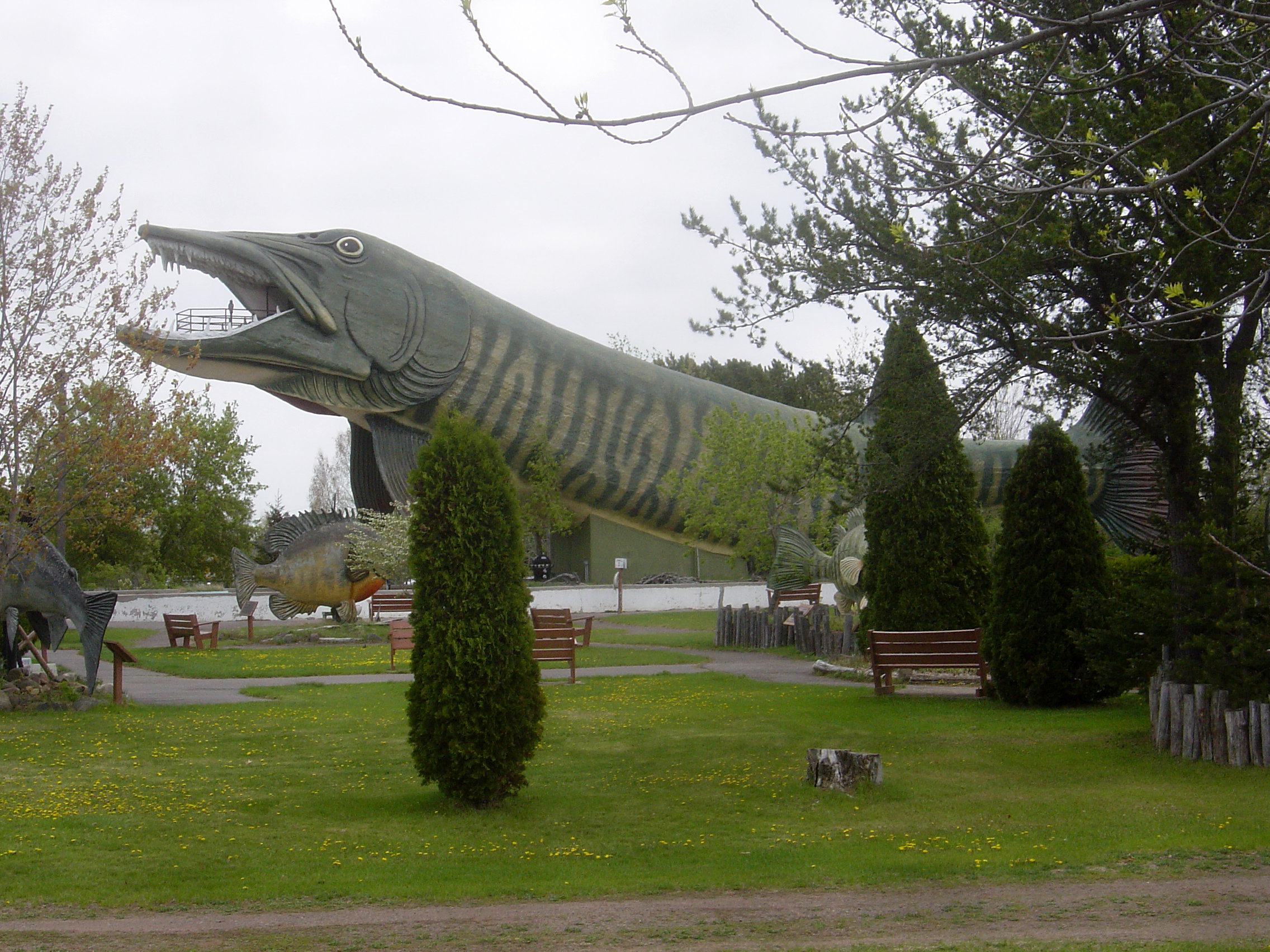
Le plus grand maskinongé du monde à Hayward dans l'allée nationale des trophées de pêche en eau douce.

La pression de pêche qui pèse sur le maskinongé est de plus en plus grande puisqu'un nombre croissant de pêcheurs tentent d'en capturer.
La pêche du maskinongé étant très sportive et intense pour le poisson, il est fortement recommandé de remettre à l'eau les individus pêchés car ce sont des poissons très fragiles malgré leur taille imposante ; leur population s'avère précaire dans beaucoup de plans d'eau. Il est ainsi recommandé de ne pas le pêcher, pour ne pas occasionner chez lui de blessures, ou du moins de le laisser dans l'eau et de limiter sa manipulation et son temps hors de l'eau. La remise à l'eau doit s'effectuer en douceur en soutenant le poisson par en dessous tout en le laissant récupérer par lui-même.